# Гурван
Гурван або Вровант (*Gurvand, Wrhwant, д/н —876) — претендент на трон Бретані у 874—876 роках.

## Життєпис
Походив зі знатного бретонського роду. Про дату народження й молоді роки нічого невідомо. Був вірним васалом короля Еріспое, брав участь у численних походах 850-х років. Одружився з Орегуеною, донькою короля.
У 874 році брав участь у змові проти короля Саломона, в результаті чого того було схоплено й передано франкам, які вбили останнього. Після цього як зять колишнього короля Гурван висунув права на трон Бретані. Проти нього виступив інший родич королів Бретонських — Паскветен.
Гурван зайняв північну частину держави. Тривалий час вів війну проти норманів, союзників Паскветена. У 875 року відбив напад на Ренн з боку військ Паскветена. Боротьба тривала до 876 року, влітку якого Гурван захворів, але все ж зумів завдати поразки супернику. Але невдовзі після цього помер. Боротьбу продовжив син Юдикаель.

## Родина
- Юдикаель (д/н—888/889), граф Ренна
- Аоуркен, дружина Беренгара II, графа Байо
- Орегуена, дружина Алена I, короля Бретані